# Jeunesse sportive Baco
Maillots
La Jeunesse sportive Baco est un club de football néo-calédonien situé à Koné.

## Histoire
Créé en 1957 à Koné, la JS Baco compte l'un des plus riches palmarès du football néo-calédonien : six titres de champion et cinq Coupe de Nouvelle-Calédonie. Elle a disputé au total dix finales de Coupe entre 1980 et 2006.
Elle prend également part pour la première fois à une compétition continentale, la Ligue des champions, en 2008, grâce à son titre en 2007. Son parcours s'achève prématurément, dès le tour préliminaire. 
Le club compte une participation au 7e tour de la Coupe de France de football, à la suite de son succès en Coupe de Nouvelle-Calédonie. Lors de l'édition 2007, il est sèchement battu 1-4 à Koné par Carquefou, pensionnaire de CFA2. 
Parmi les joueurs renommés du club, on peut citer Marc Ounemoa, gardien de but de la sélection entre 2007 et 2012 et l'attaquant Iamel Kabeu, qui y a joué entre 2001 et 2010.

## Palmarès
- Championnat de Nouvelle-Calédonie (6)
  - Vainqueur en 1994, 1995, 1997, 2000, 2001, 2006-2007
  - Vice-champion en 2002, 2002-2003, 2005-2006

- Coupe de Nouvelle-Calédonie (5)
  - Vainqueur : 1980, 1984, 1997, 1991, 1995
  - Finaliste : 1982, 1989, 2003, 2005, 2006